# 戸部村
戸部村（とべむら）は、かつて岐阜県郡上郡に存在した村である。現在の下呂市金山町の一部（金山町戸部）である。
飛騨川支流の馬瀬川及びその支流の戸川沿いの村であった。
村名は、前身となった2つの村から一文字ずつとった合成地名である。

## 歴史
- 1875年（明治8年）1月 - 戸川村と西沓部村が合併し、戸部村となる。
- 1889年（明治22年）7月1日 - 町村制により戸部村発足。
- 1897年（明治30年）4月1日 - 弓掛村、卯野原村、乙原村、岩瀬村、祖師野村、東沓部村と合併し東村発足。同日戸部村は廃止。

## 教育
- 戸部尋常小学校
  - 1908年に東村立第一小学校戸部分教場。後に金山町立東第一小学校（現・下呂市立東第一小学校）戸部分校となり、1962年廃校。